# 北美改革派長老教會

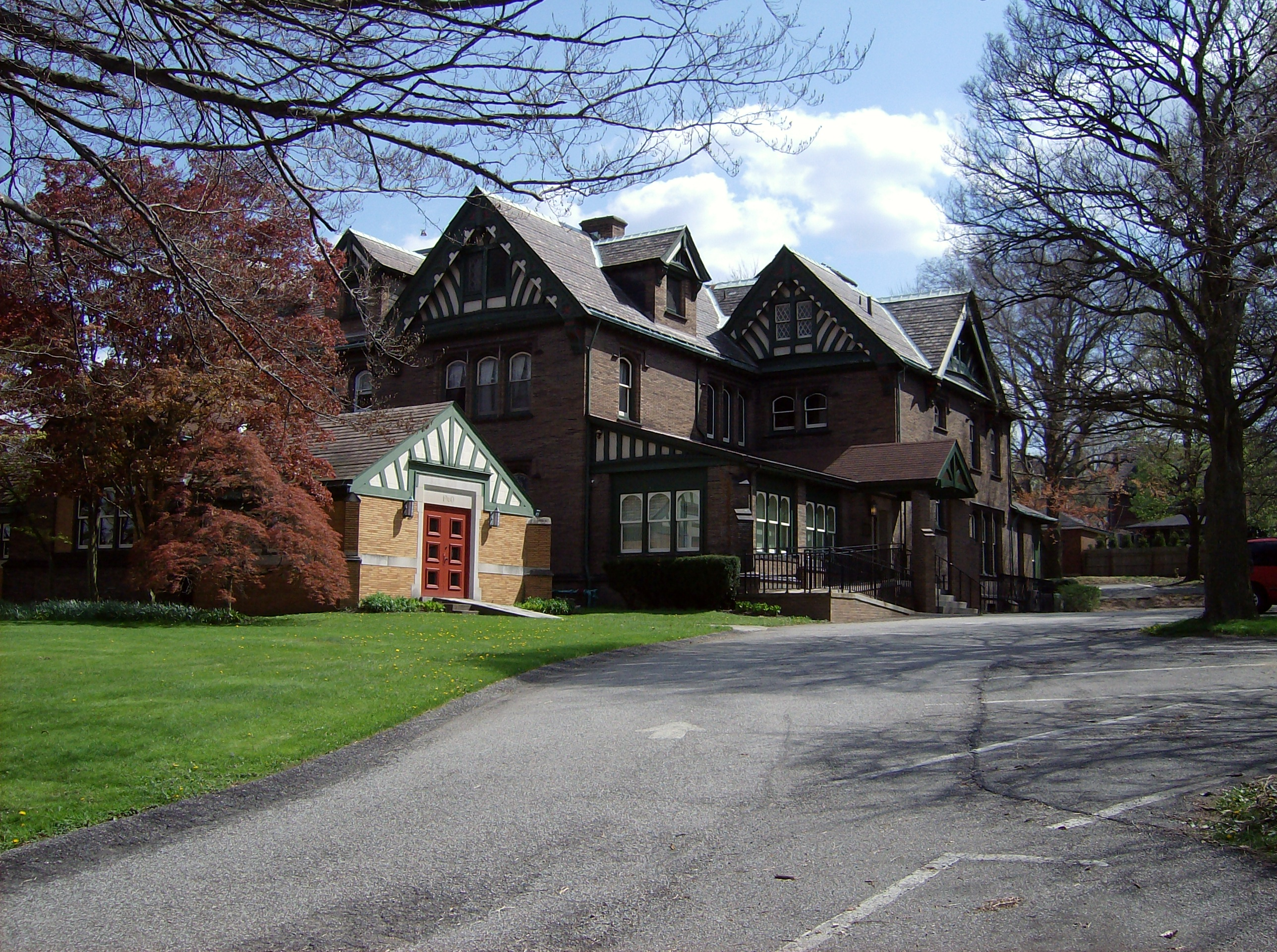
北美改革派長老教會的神學院

北美改革派長老教會（Reformed Presbyterian Church of North America），是長老教會分支之一，教會遍佈美國、加拿大東南部及少部分日本地區。他們的信念接近基督新教正教會的保守派。除了相信聖經完全無誤，教會還遵守一些「附屬標準」，嚴如教條的一部分。例如《韋斯敏斯德信仰宣言》、《威斯敏斯德大教理問答》、《威斯敏斯德小教理問答》等等。
北美改革派長老教會歷史悠久，自從17世紀殖民地時期已經開始建立自己的派別起來。他們的名字來自蘇格蘭改革派長老教會，而蘇格蘭改革派長老教會則來自1517年的宗教改革。